# Krzyszkowo
Krzyszkowo (prononciation : [kʂɨʂˈkɔvɔ]) est un village polonais de la gmina de Rokietnica dans le powiat de Poznań de la voïvodie de Grande-Pologne dans le centre-ouest de la Pologne.
Il se situe à environ 3 kilomètres au nord de Rokietnica (siège de la gmina) et à 19 kilomètres au nord-ouest de Poznań (siège du powiat et capitale régionale).

## Histoire
Le 30 août 1157, à Krzyszkowo,
Boleslas IV le Frisé, vaincu par les troupes impériales, doit reconnaître la
suzeraineté de Frédéric Barberousse
De 1975 à 1998, le village faisait partie du territoire de la voïvodie de Poznań.

Depuis 1999, Krzyszkowo est situé dans la voïvodie de Grande-Pologne.
Le village possédait une population de 647 habitants en 2005.